# Georges Daubner
Georges Daubner, né le 19 novembre 1865 à Berlin et mort en 1926 à Strasbourg, est un peintre paysagiste et décorateur de théâtre d'origine allemande, surtout actif à Strasbourg. Comme enseignant, il forme plusieurs générations de jeunes artistes peintres alsaciens.

## Biographie
Issu d'un milieu artistique, il enseigne la peinture et le paysage à l'École des arts décoratifs de Strasbourg de 1892 à 1924 et forme bon nombre des talents de la peinture alsacienne au tournant du XXeme siècle : Henri Bacher, Jacques Gachot, Luc Hueber, Robert Kammerer, Henri Loux, Philippe Steinmetz, Marga Bretzl…
De 1908 à sa mort, il est chef d'atelier de décoration au Théâtre municipal de Strasbourg, où il collabore avec le chef d'orchestre Hans Pfitzner.

## Collections
Ses œuvres sont conservées principalement au Musée d'art moderne et contemporain de Strasbourg, également dans la même ville au Cabinet des estampes et des dessins et à la Bibliothèque nationale et universitaire.

Traversée des Vosges (affiche, 1908)
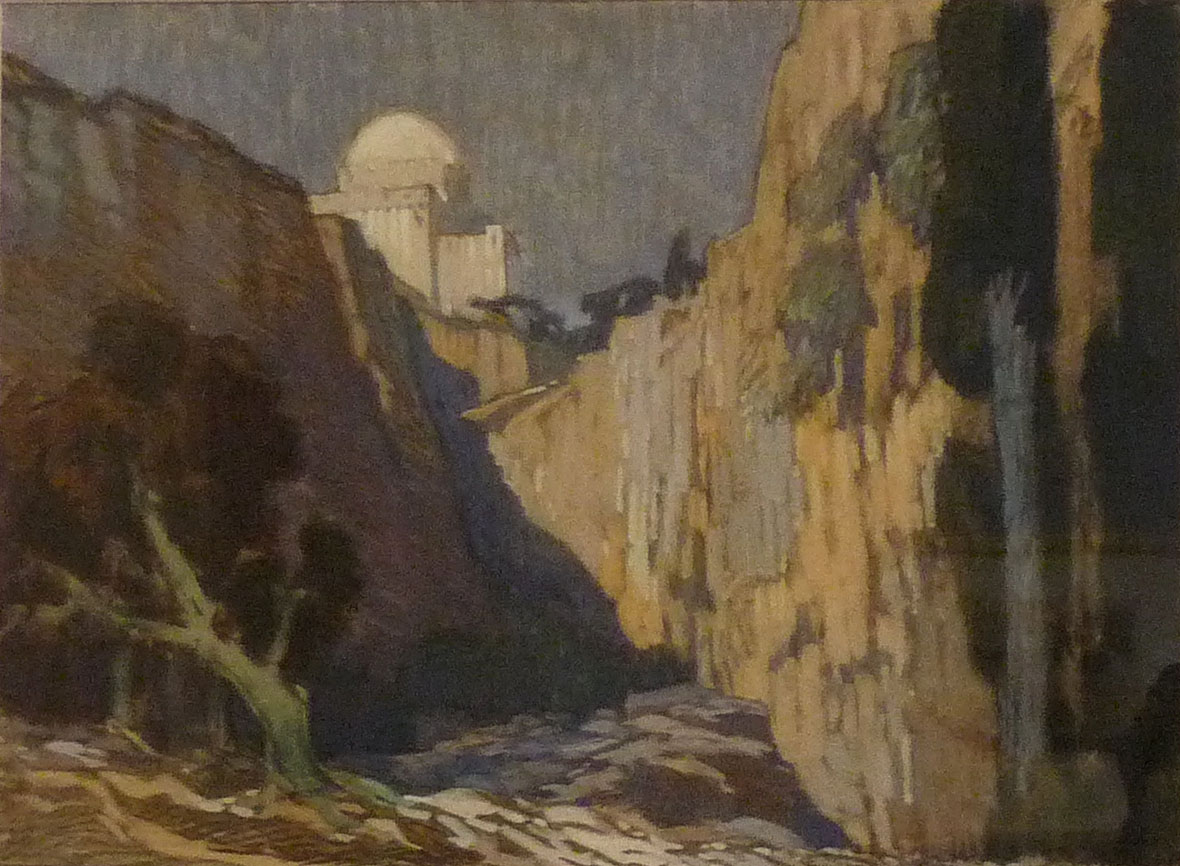
Devant le château du Graal (projet pour Parsifal, 1913)
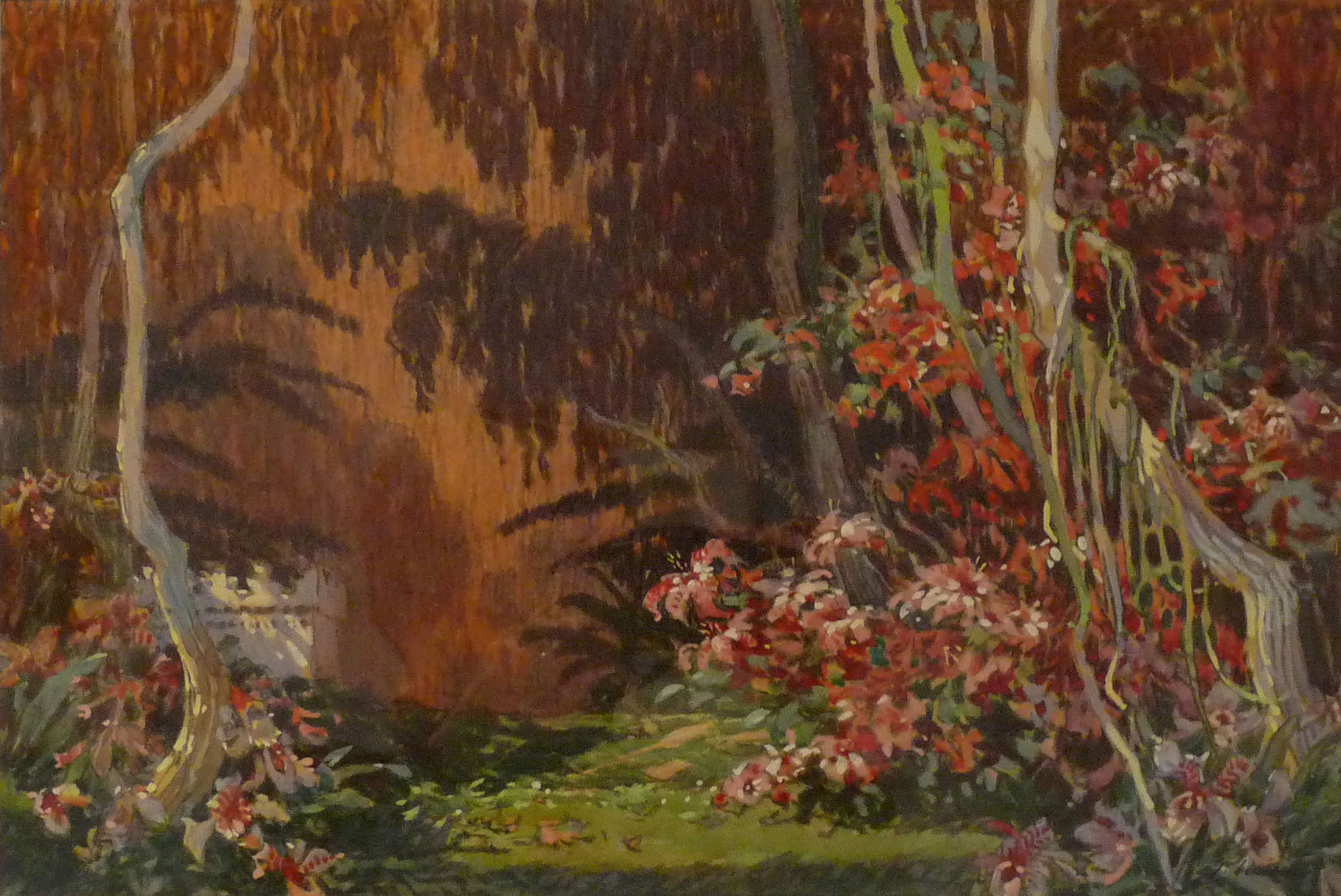
Le jardin enchanté (projet pour Parsifal, 1913)
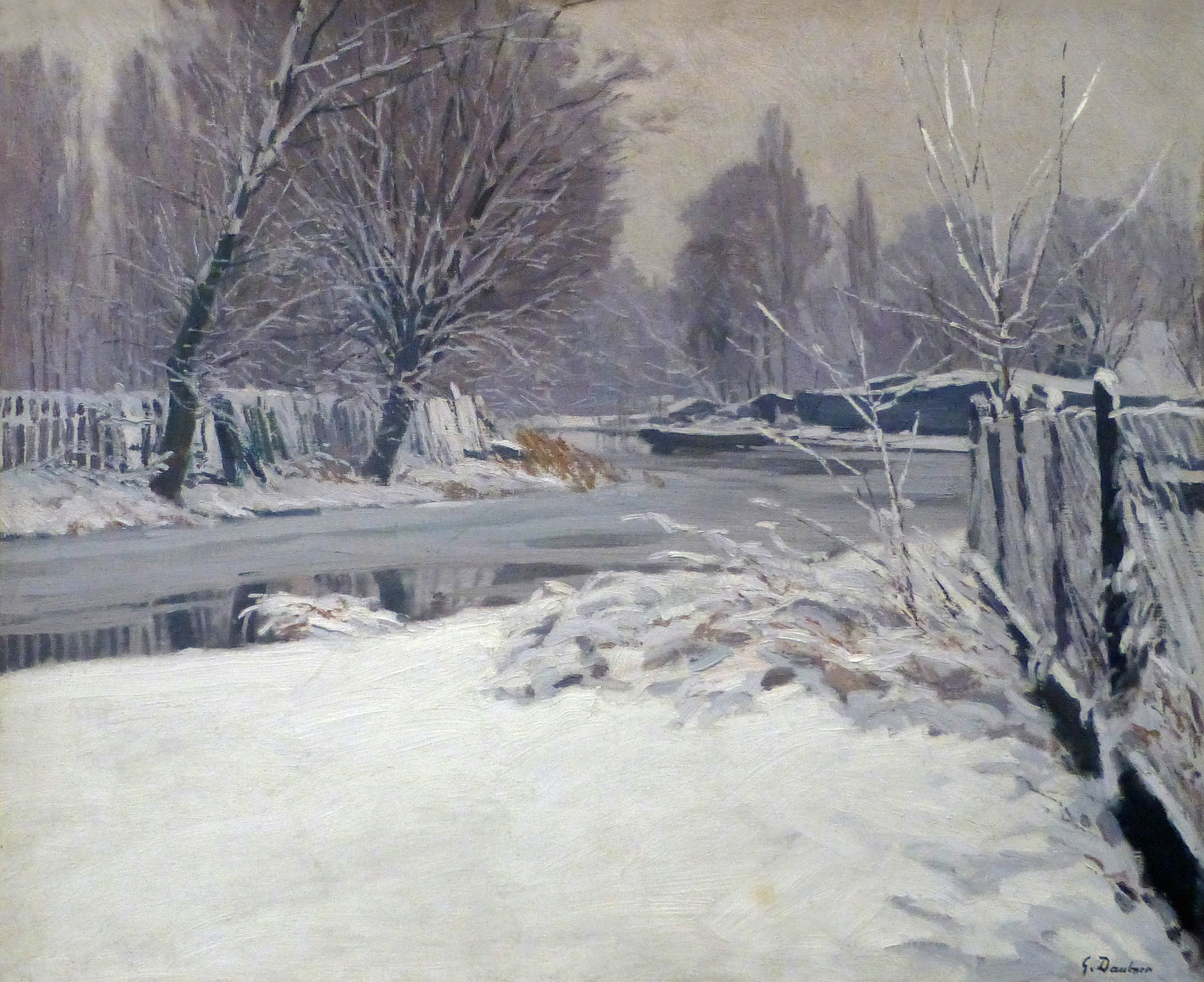
Paysage d'hiver (1921[5])
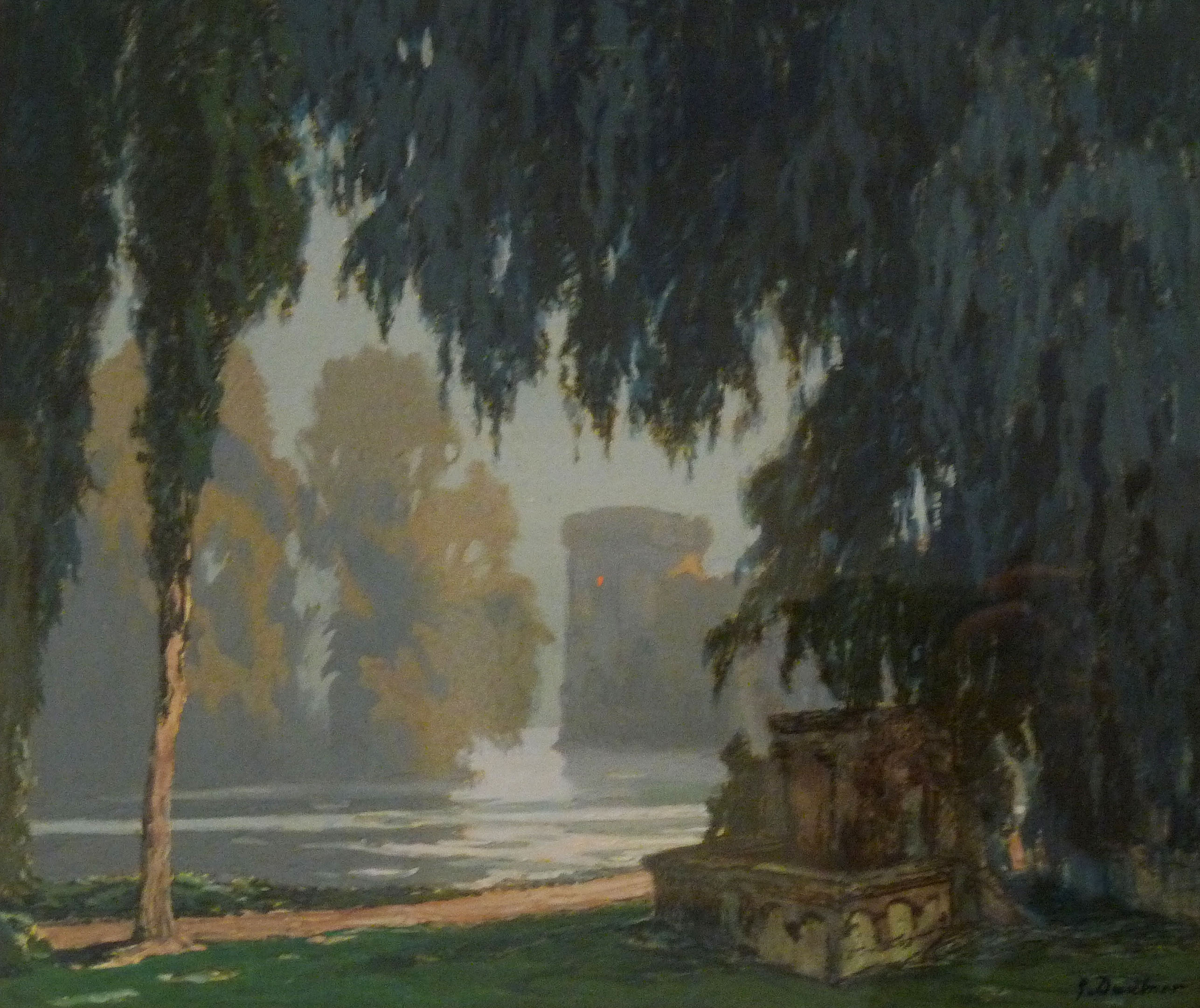
Près de la fontaine dans le parc (projet pour Pelléas et Mélisande, 1922)